# Olekszij Viktorovics Szereda
Olekszij Viktorovics Szereda (ukránul: Олексій Вікторович Середа, Mikolajiv, 2005. december 25. –) ukrán műugró.

## Sportkarriere
A műugrással, mint sportággal hatévesen ismerkedett meg. Nemzetközi versenyen 2018 februárjában, a rostocki műugró-Grand Prix-n szerepelt először, ahol a férfi toronyugrók mezőnyében a – világbajnoki ezüst- és bronzérmes brit Matty Lee és az Európa-bajnoki bronzérmes örmény Vlagyimir Harutunjan előtt lett a – tizenegyedik. Egy évvel később, az oroszországi Kazanyban rendezett junior Európa-bajnokságon – korosztályában – már aranyérmes lett. Ugyanitt, a 10 méteres szinkron döntőjét követően a dobogó második fokára állhatott fel.
A 2019-es kvangdzsui vizes világbajnokság férfi mezőnyének legfiatalabb indulójaként – a 17 éves Oleh Szerbinnel párban – negyedik lett a szinkrontoronyugrásban, ezt megelőzően a toronyugrás 47 főt számláló mezőnyéből ugyancsak magabiztosan került be a fináléba – az elődöntőbe a nyolcadik, a döntőbe pedig a hetedik helyen jutott be –, ahol aztán 490,50-es eredményével negyedikként zárt. Ezzel a teljesítményével sikeresen kvalifikálta magát a 2020-as tokiói olimpiára.
A 2019-es műugró Európa-bajnokságon Szerbinnel a második helyen végzett a szinkrontorony fináléjában, egyéni toronyugrásban pedig aranyérmes lett, mellyel a műugró Európa-bajnokságok legfiatalabb győztese lett. Elsőbbségével a hazai közönség előtt szereplő ifjú műugró, a brit Tom Daley rekordját adta át a múltnak, aki 2008-ban Eindhovenben 13 évesen és 10 hónaposan lett Európa legjobbja, míg Szereda csak az év végén (december 25.) tölti be a 14. életévét.
Még mindig 16 éves, amikor a 2022-es budapesti úszó-világbajnokságon − Szofija Liszkunnal párban − a második helyen zárt a vegyes szinkrontorony fináléjában, ugyanakkor a férfi 10 méteres toronyugrás döntőjében a 6. helyig tornázta fel magát. Két hónappal később, a római úszó-Európa-bajnokságot egy arannyal (torony) és két ezüsttel (szinkron torony, vegyes szinkron torony) zárta.